# Dactylomys dactylinus
Espèce
Statut de conservation UICN

 LC  : Préoccupation mineure
Dactylomys dactylinus est une espèce de rongeurs appartenant à la famille des Echymidés. Elle se rencontre en Amérique du Sud.

## Classification
Cette espèce a été décrite pour la première fois en 1817 par le zoologiste français Anselme Gaëtan Desmarest (1784-1838).

### Liste des sous-espèces
Selon Mammal Species of the World (version 3, 2005)  (30 sept. 2012) :
- sous-espèce Dactylomys dactylinus canescens
- sous-espèce Dactylomys dactylinus dactylinus
- sous-espèce Dactylomys dactylinus modestus